# Función de elección
Una función de elección es una función {\displaystyle f}, cuyo dominio {\displaystyle X} comprende conjuntos no vacíos disjuntos dos a dos tal que para todo conjunto {\displaystyle S} perteneciente a {\displaystyle X}, {\displaystyle f(S)} es un elemento de {\displaystyle S}, o dicho de otra forma, la función de elección {\displaystyle f} elige exactamente un elemento de cada conjunto en {\displaystyle X}.

## Ejemplo simple
Sea X = { {1,4,7}, {9}, {2,7} }. Entonces una de las funciones de elección para X es F = { ({1,4,7},7), ({9},9), ({2,7},2) }.